# Roditelj
Le bracera Roditelj (signifiant "Parents" en croate), construit en 1907, est le plus ancien bracera conservé de l’Adriatique et est officiellement protégée en tant que patrimoine culturel de la République de Croatie.

## Historique
Roditelj a été construit en 1907 à Piran, aujourd'hui en Slovénie. Il a été construit à la main pour servir de navire cargo, transportant principalement des pierres, du sable, du vin et de l'huile d'olive. En 1923, il est équipe d'un moteur auxiliaire pouvant assurer une vitesse constante à 8 nœuds.
Le navire a joué un rôle important pendant la Seconde Guerre mondiale, après la libération d'une partie de la côte dalmate et la capitulation de l'Italie, le navire est utilisé pour le transfert de réfugiés vers Bari en Italie et El Shatt en Égypte.
Après la guerre, en 1947, le Roditelj continua son service en tant que navire de transfert jusqu'en 1982, date à laquelle il devint un bateau d'excursion pour le tourisme, autour des îles de la Dalmatie centrale puis dans la région de Dubrovnik. Il est endommagé lors du bombardement pendant la guerre de Croatie alors qu'il était amarrée à Dubrovnik, le 11 novembre 1991, par un obus de Žarkovica. Il coule, comme d'autres navires, et reste au fond de l'eau 6 mois durant le conflit. Le Roditelj est renfloué et remorqué au chantier naval de Korčula pour être restauré pour reprendre son rôle de bateau touristique autour de Durbrovnik.
En 2000, le navire est déclaré « patrimoine culturel de la République de Croatie » et protégé par le ministère de la culture, de sorte qu'aucun changement supplémentaire n'est autorisé.
Le 9 avril 2011, Adriana la société qui exploite le bateau, le vend à l'Office de Tourisme de la ville de Supetar, une petite ville de l'île de Brač, il est converti en navire musée à quai.

## Caractéristiques
Le Roditelj est un bracera à coque bois (en chêne), à deux mâts à voiles à corne à poupe et proue arrondie. Il mesure 13 m de long, 5 m de maitre-bau et 12 m de haut. Il possède également un moteur auxiliaire.

## Galerie d'images

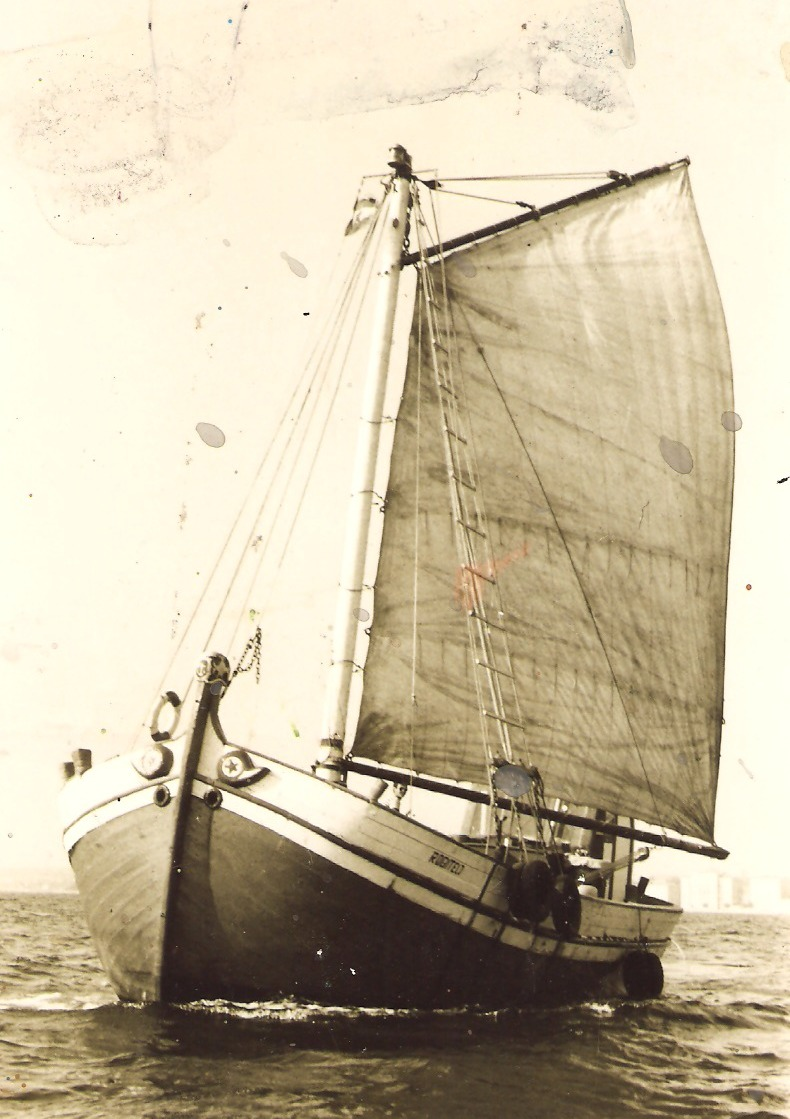
Ancienne photo du Roditelj avec son gréement à corne.
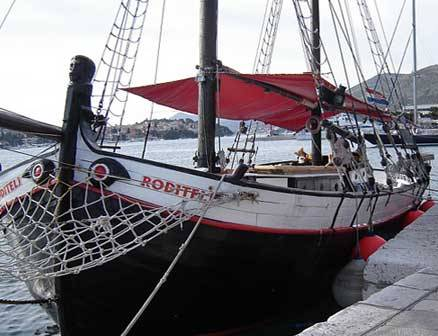
Le Roditelj amarré dans le port de Gruž (Dubrovnik).
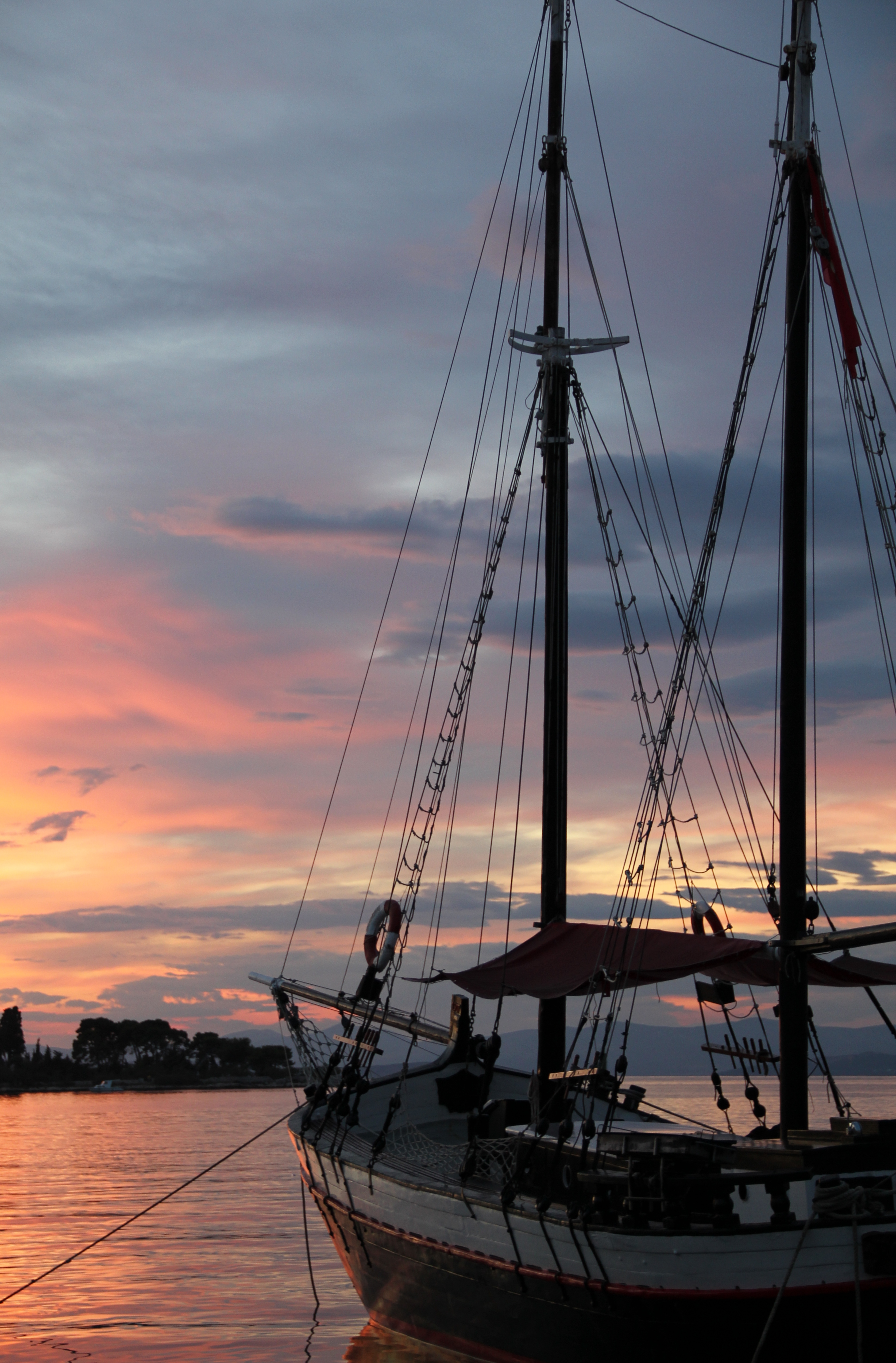
Le bracera Roditelj à l'ancre.
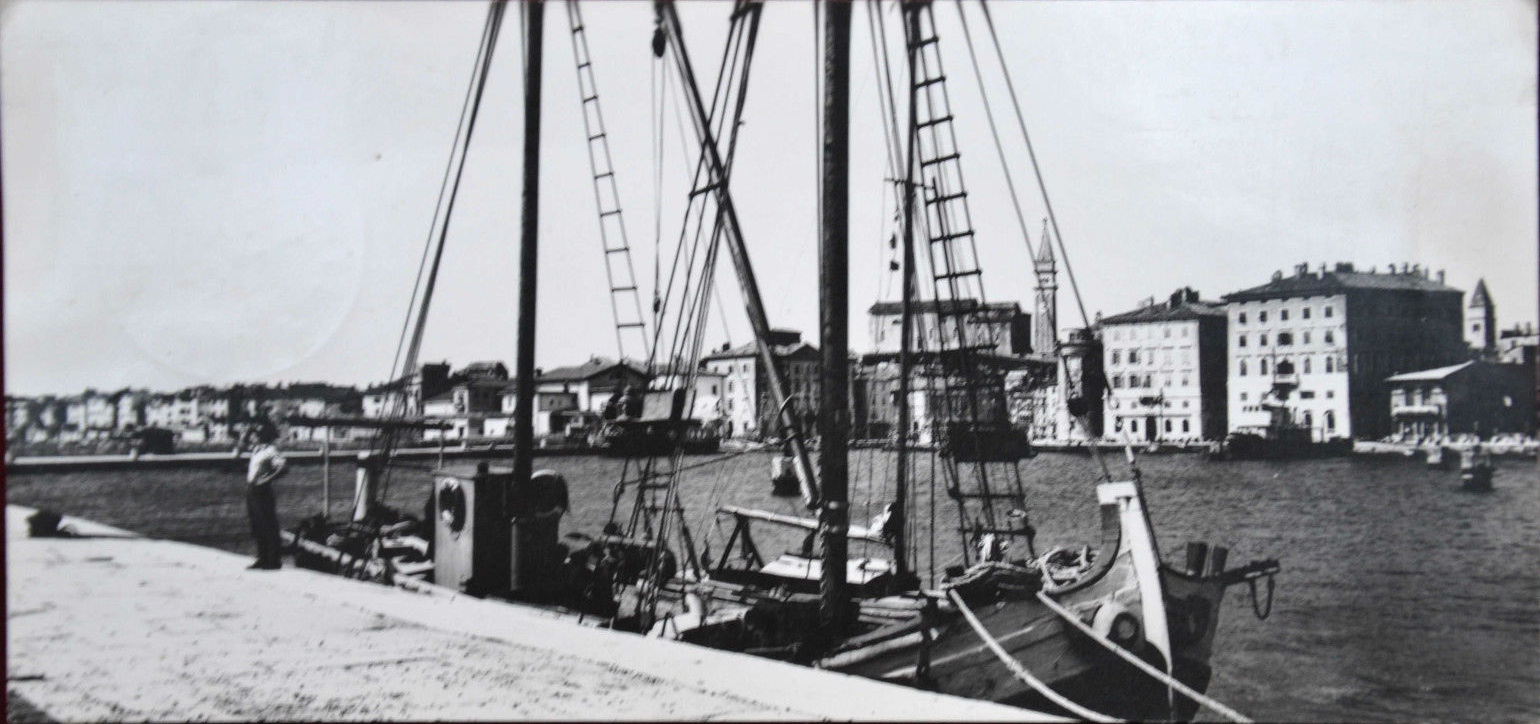
Dans le port de Piran en 1962.